# Brian Green (baseballedző)
Brian Green (Temecula, Kalifornia, 1972/1973) amerikai baseballozó és baseballedző, 2024-től a Wichita State Shockers vezetőedzője.

## Vezetőedzőként
2014. július 31-én a New Mexico State Aggies vezetőedzőjévé nevezték ki. A toborzási folyamat megújításával a 2015-ben végzett 16 sportolót 35 játékossal akarta helyettesíteni. 2017-ben kijutottak a Western Athletic Conference bajnokságára. 2018. április 10-én Green megnyerte századik játékát.
2019. június 3-án a Washington State Cougars vezetőedzője lett.

## Eredményei vezetőedzőként
| Szezon                                                          | Eredmény                                              | Eredmény                                              | Helyezés                                              | Továbbjutás                                           |
| Szezon                                                          | Összesen                                              | Konferencia                                           | Helyezés                                              | Továbbjutás                                           |
| New Mexico State Aggies (Western Athletic Conference)           | New Mexico State Aggies (Western Athletic Conference) | New Mexico State Aggies (Western Athletic Conference) | New Mexico State Aggies (Western Athletic Conference) | New Mexico State Aggies (Western Athletic Conference) |
| --------------------------------------------------------------- | ----------------------------------------------------- | ----------------------------------------------------- | ----------------------------------------------------- | ----------------------------------------------------- |
| 2015                                                            | 11–38–1                                               | 7–19–1                                                | 8.                                                    | –                                                     |
| 2016                                                            | 34–23                                                 | 20–7                                                  | 2.                                                    | –                                                     |
| 2017                                                            | 35–22                                                 | 19–5                                                  | 2.                                                    | –                                                     |
| 2018                                                            | 40–22                                                 | 17–7                                                  | T–2.                                                  | NCAA Regional                                         |
| 2019                                                            | 38–17                                                 | 19–8                                                  | T–1.                                                  | –                                                     |
| Eredmény:                                                       | 158–122–1                                             | 82–46–1                                               | –                                                     | –                                                     |
| Washington State Cougars (Pac-12 Conference)                    |                                                       |                                                       |                                                       |                                                       |
| 2020                                                            | 9–7                                                   | 0–0                                                   | –                                                     | A szezon megszakadt                                   |
| 2021                                                            | 26–23                                                 | 13–17                                                 | T–8.                                                  | –                                                     |
| 2022                                                            | 27–26                                                 | 12–18                                                 | 9.                                                    | –                                                     |
| 2023                                                            | 29–20                                                 | 10–16                                                 | 10.                                                   | –                                                     |
| Eredmény:                                                       | 91–76                                                 | 35–51                                                 |                                                       |                                                       |
| Wichita State Shockers (American Athletic Conference)           |                                                       |                                                       |                                                       |                                                       |
| 2024                                                            | 32–29                                                 | 15–12                                                 | T–3.                                                  | AAC bajnokság                                         |
| Eredmény:                                                       | 32–29                                                 | 15–12                                                 | –                                                     | –                                                     |
| Összesen:                                                       | 281–227–1                                             | –                                                     | –                                                     | –                                                     |
| Jelmagyarázat: Konferenciaszezon-bajnok Konferenciatorna-bajnok |                                                       |                                                       |                                                       |                                                       |

## Fordítás
- Ez a szócikk részben vagy egészben  a   Brian Green (baseball) című angol Wikipédia-szócikk ezen változatának fordításán alapul.  Az eredeti cikk szerkesztőit annak laptörténete sorolja fel. Ez a jelzés csupán a megfogalmazás eredetét és a szerzői jogokat jelzi, nem szolgál a cikkben szereplő információk forrásmegjelöléseként.